# Vit XP Tweak
Vit XP Tweak — утилита для тонкой настройки, оптимизации, а также защиты операционной системы Windows XP и программного обеспечения, за счёт изменения определенных параметров (как скрытых, так и труднодоступных для пользователя, находящихся глубоко в системном реестре).

## Описание
Утилита предоставляет пользователю простой инструмент для изменения настроек в операционной системе Windows XP, избавляя от рутинной ручной работы и длительных поисков нужных ключей и значений в реестре Windows, а в качестве защиты от нежелательных «чужих рук» на запуск твикера можно установить надежный пароль.

## Возможности
От большого количества твиков графический интерфейс утилиты разделен на категорий с подкатегориями для удобности работы, поиска нужных значений и навигации, в частности:
| Категория            | Описание |
| -------------------- | --- |
| Оптимизация системы  | Служит для настройки скорости системы, кэша файловой системы и процессора, загрузки системы и решению проблем с зависшими приложениями и выходом из операционной системы.                                                             |
| Оптимизация ОС       | Служит для защиты проводника, меню «пуск» и панели задач, а также решения многочисленных проблем.. |
| Рабочий стол         | Предоставляет твики для детальной настройки рабочего стола, корзины и иконок и прочего. |
| Мультимедиа          | Предоставляет обслуживание для проигрывателя Windows Media Player, а также компакт-дисков. |
| Система              | Служит для защиты системы, принтеров, проводника, меню «пуск» и панели задач. |
| Файлы                | Содержит твики, которые запрещают запускать выбранные приложения. |
| Параметры соединения | Служит для настройки Интернет-соединений, браузера Internet Explorer и локальных сетей. |
| Internet Explorer    | Служит для настройки и защиты браузера Internet Explorer. |
| Интерфейс Windows    | Служит для настройки иконок и настройки анимации в среде Windows XP. |
| Дополнительно        | Имеет удобный и полезный список системных утилит и папок, предоставляет путь к ним, который можно оперативно изменять. А также отображает регистрационные данные активного пользователя, которые можно просматривать и редактировать. |

Ко всем прочим твикам в дистрибутив Vit XP Tweak включены дополнительные утилиты.
- Vit Clean Disc — утилита служит очистки жесткого диска от ненужных и временных файлов.
- Vit StartUP Manager — менеджер автозагрузки.
- Vit Uninstall Manager — предоставляет список всех установленных программ и обновлений, которые можно удалять или модифицировать.
- Vit System Informations — детальное отображение сведений о системе.